# Bologna Centrale
Bologna Centrale – główna stacja kolejowa w Bolonii, w regionie Emilia-Romania. Stacja została otwarta w 1864. Jest jednym z największych dworców kolejowych we Włoszech. Obsługuje około 58 mln pasażerów rocznie.
Jej położenie sprawia, że zbiega się tu wiele linii w północnych Włoszech (z Florencji, Ankony, Mediolanu, Padwy, Werony i Pistoi) z rekordową liczbą pociągów na dobę (około 800).

## Nowa stacja podziemna KDP
Zbudowana w latach 2008-2012 i otwarta 9 czerwca 2013 roku. Jest ona przystankiem szybkich pociągów Frecciarossa oraz Frecciargento jadących do Florencji, Mediolanu i innych większych miast. Część nadziemna, będąca projektem autorskim Araty Isozakiego, zostanie ukończona nie wcześniej niż w 2017 r.